# ステファン・イリッチ (1995年生のサッカー選手)
ステファン・イリッチ（セルビア語: Стефан Илић, Stefan Ilić、1995年4月7日 - ）は、セルビアのサッカー選手。ポジションはFW。

## クラブ歴
2014年にFKスパルタク・スボティツァで選手となった。2016年にレッドスター・ベオグラードに加入するが半年でFKラドニチュキ・ニシュに期限付き移籍し、ラドニチュキ・ニシュでは出場機会もないまま、レンタル元レンタル先双方から退団した。
2017年にセルビア・プルヴァ・リーガのFKベジャニヤに加入。半年でFKメタラツ・ゴルニ・ミラノヴァツに移籍した。

## 代表歴
U-20代表として2015 FIFA U-20ワールドカップに参加し優勝した。